# Olivella biplicata
Olivella biplicata là tên của một loài ốc biển săn mồi thuộc họ Olivellidae sinh sống ở biển Thái Bình Dương.

## Mô tả vỏ

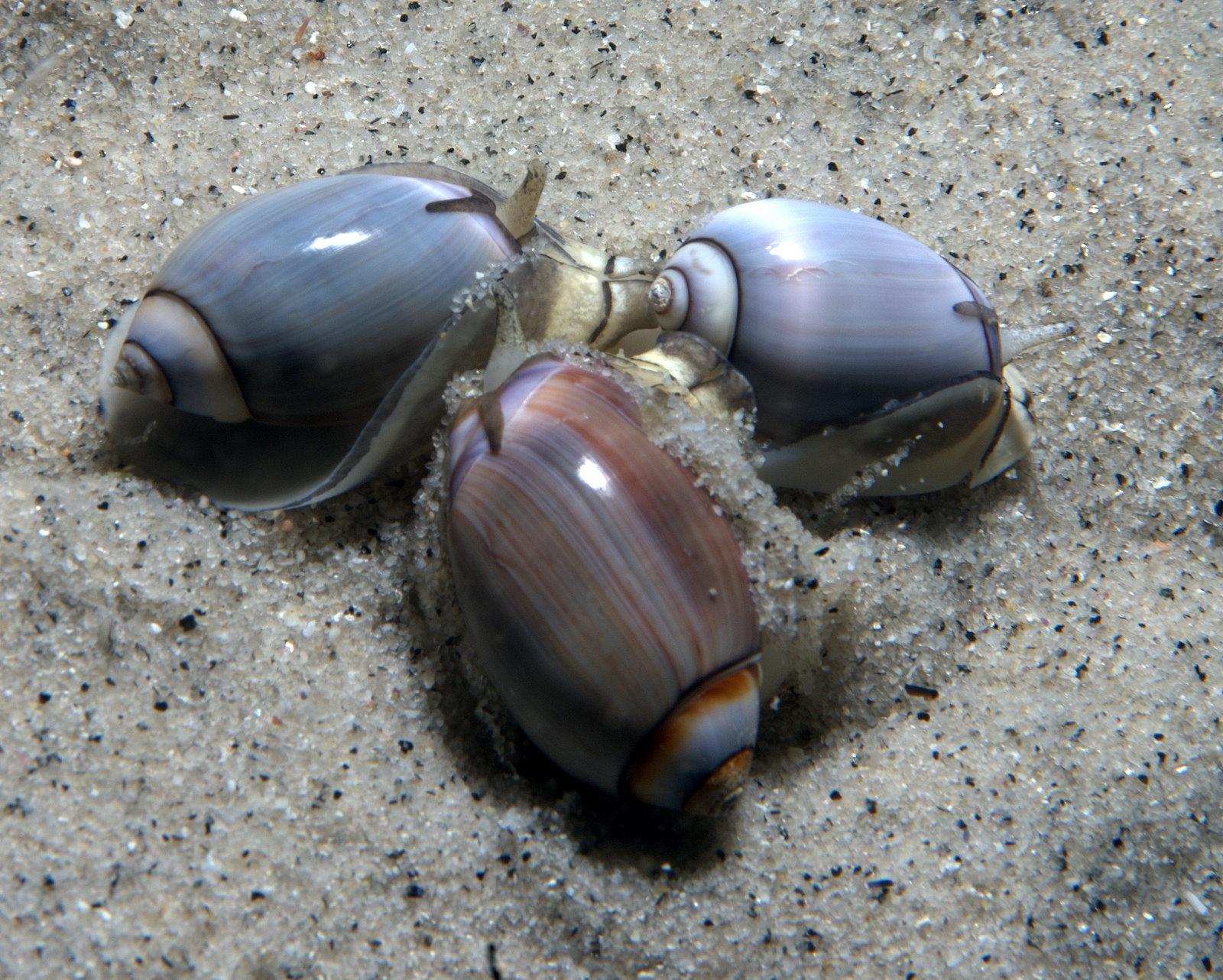
Ba cá thể của loài Olivella biplicata.

Vỏ của loài này khá cứng và rộng khi so với các loài cùng chi. Chiều dài vỏ của mỗi cá thể trưởng thành là từ 20 đến 27 mm, tức là khoảng 1 inch. Vỏ có hình o-van dài, bề mặt thì nhẵn bóng và trên bề mặt thì có những mảng màu tím hơi xám. Nhưng ngoài màu đó ra thì nó còn có màu hơi trắng, nâu hoặc nâu dậm. Đầu vỏ thì có một rãnh nứt hình chữ V, nếu cá thể ốc bên trong còn sống thì sẽ đưa ống thở của nó qua cái rãnh này.

## Môi trường sống và phân bố
Người ta thường thấy loài này sinh sống ở vùng ven biển tại phía đông Thái Bình Dương. Cụ thể là từ tỉnh bang British Columbia của Canada đến bang Baja California của Mexico. Tại đây, chúng sinh sống ở bên dưới cát trong vùng thủy triều lên xuống cũng như khu vực gần vùng này. Nó là loài động vật ăn thịt hoặc là động vật ăn tạp, điều này tùy vào khu vực mà nó sinh sống.

## Đối với con người
Người dân bản địa của vùng trung và nam California dùng vỏ của loài ốc này để làm những chuỗi hạt dùng làm đồ trang trí cách đây ít nhất là 9000 năm. Những nhà khảo cổ học phát hiện những chuỗi này ở sâu trong đất liền, đó là Idaho và Arizona. Và trong khoảng thời gian 1000 năm trước đây, người dân bản địa sống tại quần đảo Channel tại nam California đã làm ra rất nhiều chuỗi này. Các nhà nghiên cứu nhận định là dùng để làm đơn vị tiền tệ. Người Chumash gọi các chuỗi đó là anchum.